# Caso Moreno en Guatemala
El Caso Moreno o caso del Capo del Contrabando fue un proceso judicial que se llevó a cabo en Guatemala durante el gobierno de Álvaro Arzú Irigoyen a finales de la década de 1990, cuando se descubrió que el ciudadano salvadoreño Alfredo Moreno Molina lideraba una banda dedicada al contrabando, la cual habría estafado al fisco guatemalteco por aproximadamente sesenta millones de quetzales. La red de Moreno habría sido conformada por oficiales del ejército y funcionarios del gobierno encargado de controlar las aduanas del país. Muchos de sus miembros habían formado parte de los grupos de inteligencia militares conocidos como «La Cofradía» y «El Sindicato», vinculados al general Francisco Ortega Menaldo y el general Otto Pérez Molina, respectivamente.

## Historia
En la década de 1970, los generales Manuel Antonio Callejas y Francisco Ortega Menaldo crearon una poderosa organización paralela al Ministerio de Finanzas Públicas de Guatemala; originalmente, el ejército de Guatemala estableció una oficina para detectar el tráfico de armas y municiones destinadas a grupos de la izquierda armada durante la Guerra Civil de Guatemala. Luego de debilitar a la guerrilla, la estructura habría servido para llevar a cabo operaciones de contrabando y otras actividades ilícitas. El salvadoreño Alfredo Moreno Molina era parte de este grupo.
Fue hasta el gobierno de Álvaro Arzú (1996-2000) que la red fue atacada. El Ministerio Público encontró más de cincuenta carnés de diferentes instituciones estatales, todas con las fotografías de Moreno. La evidencia implicó a varios militares de alto rango, dentro los que destacaba el general Luis Francisco Ortega Menaldo, el coronel Juan Guillermo Oliva Carrera, el mayor José Fernández Ligorría, el coronel Salán Sánchez, el general Efraín Ríos Montt, el coronel Napoleón Rojas Méndez, el mayor Byron Barrientos, y Mario Guillermo Ruiz Wong. También estaría involucrado Alfonso Portillo, candidato presidencial del FRG en las elecciones de 1996 y 2000, quien el 16 de septiembre de 1996 admitió haber recibido de Moreno setenta mil quetzales para su campaña política.
Cuando en 1996 se intentó desarticular a la Red Moreno, Francisco Ortiz Arriaga, funcionario de aduanas, salió entre los capturados; el exfuncionario aceptó cooperar con las diligencias del Ministerio Público y proporcionar detalles sobre la estructura de la banda y sus principales operaciones. Con la información que dio Ortiz, se pudo corroborar la participación de los generales retirados Manuel Callejas y Callejas y Francisco Ortega Menaldo, que como oficiales de inteligencia controlaban la red que Moreno dirigía.
Callejas era conocido como el Cofrade Mayor, pues estaba a la cabeza del grupo de militares del aparato de inteligencia. Moreno trabajó en la policía judicial y en la Guardia de Hacienda, pero consiguió la confianza de Callejas, pasando de mandadero y tramitador a empleado de la oficina de finanzas a cargo de Ortega Menaldo.
La red de contrabando según los juicios llevados a cabo del 2000 al 2002, controlaba el movimiento de contenedores, el valor de los productos importados y el tipo de mercancías que se movían. Tomaban control de los contenedores y eran devueltos al propietario después de pagar una suma de dinero. Este dinero era repartido dentro de la estructura, que involucraba a la Policía Nacional, la Guardia de Hacienda, el Ministerio de Finanzas Públicas, el ejército y el Ministerio Público. En los juicios que se siguieron se concluyó que Moreno Molina no había pagado impuestos sobre más de ochenta millones de quetzales al mes por un periodo no menor de 10 años.
Luego de la victoria del FRG en 2000, el nuevo fiscal general, Rodolfo González Rodas, decidió suprimir la unidad de casos especiales que se había estado encargando del caso de Moreno y que había investigado las conexiones de Moreno con Portillo y Ríos Montt. En 2001 Moreno pagó un millón de quetzales como fianza y fue dejado en libertad; en cuanto a Ortiz Arriaga, su colaboración le valió su libertad.

## Relación con Caso de La Línea
El 16 de abril de 2015, la Comisión Internacional contra la Impunidad en Guatemala reportó la existencia de una compleja red de contrabando que involucraba a los directores de la Superintendencia de Administración Tributaria de Guatemala (SAT) y era dirigida por el entonces secretario privado de la vicepresidenta Roxana Baldetti. Investigaciones presentadas mostraron que la red de Alfredo Moreno Molina no fue disuelta ni sus principales miembros encarcelados. Las aduanas, siguiendo lo que la CICIG pronunció, siguieron bajo control de entes externos, lo que quedaría demostrado por la Francisco Ortiz Arriaga y Juan Carlos Monzón Rojas en la red capturada en 2015.
En 2001 fue capturado Juan Carlos Monzón Rojas, un capitán del ejército, acusado de robar autos. Al ser capturado, le decomisaron una pistola calibre 3.80 marca Warning; fue apresado junto con José Alfredo Moreno Serrano, Mario René Orellana Boche y Byron Marlon Moreno Molina, quienes eran familiares de Alfredo Moreno Molina, el capo del contrabando. Monzón resultó herido de bala en la espalda y fue llevada a la emergencia de un hospital público donde quedó bajo custodia. Los supuestos asaltantes fueron procesados por robo agravado y atentado, así como por pertenecer a una banda de robacarros; a pesar de haber sido acusados de que fueron capturados en flagrante delito, fueron beneficiados con arresto domiciliario y prohibición de salir del país; a Monzón Rojas se le impuso una caución económica de veinticinco mil quetzales. El 17 de octubre de 2001, los fiscales del Ministerio Público (MP) solicitaron el cierre provisional del caso, a pesar de que todos los oficiales de la unidad policiaca que los capturó habían declarado en su contra. El 5 de febrero de 2002, la Dirección General de Migración levantó los arraigos. Las armas les fueron devueltas con la condición de presentarlas a inspección si se los requerían. Cinco años después de ocurridos los hechos, los abogados de Monzón Rojas se presentaron ante el Juzgado Noveno de Primera Instancia Penal, a cargo del juez Nery Oswaldo Medina Méndez, para solicitar el sobreseimiento del proceso; tras analizar el caso, el juez decidió otorgar el sobreseimiento final el 11 de enero de 2007. Tras ser entrevistados sobre el pasado de Monzón, la vicepresidenta Roxana Baldetti dijo que conocía su historia con la PNC y que incluso había visto su cicatriz en la espalda. El presidente Otto Pérez dijo que habían hecho su propia investigación y que Monzón estaba limpio. Monzón Rojas alegó que todo fue una manipulación para involucrarlo.

## Relación con el Caso Molina Theisen
El 5 de enero de 2016, el general Manuel Antonio Callejas y Callejas fue capturado, sindicado por la muerte de Marco Antonio Molina Theisen.